# Zutphen
Zutphen ([ˈzʏtfə(n)], anhörenⓘ) (deutsch Zütphen) ist eine niederländische Gemeinde in der Provinz Gelderland mit 49.038 Einwohnern (Stand: 1. Januar 2025). Die Stadt war ein Mitglied der Hanse.

## Geografie
Die Gemeinde Zutphen umfasst die Stadt gleichen Namens und das zwei Kilometer östlich gelegene Dorf Warnsveld, das sich zu einem Vorort Zutphens entwickelt hat. Fast 30 Kilometer nordöstlich von Arnheim gelegen, mündet hier die Berkel in die IJssel.

## Geschichte
Die Stadt Zutphen existierte schon in der Römerzeit. Es war eine fränkische Siedlung, und es wurde ein Verwaltungszentrum einer hamaländischen Grafschaft in der Karolingerzeit. Kurz nach 882, als die damalige Siedlung während der Raubzüge der Wikinger in den Rheinlanden ausgeraubt wurde, legte man eine 10 Hektar große Ringwallburg an. Mitte des 11. Jahrhunderts wurde im Auftrag Kaiser Heinrichs III. am Grafenhof eine 54 Meter lange Königspfalz gebaut, und der seit 1046 amtierende Herrscher der Stadt, Reichsbischof Bernold von Utrecht, gründete und baute eine neue Kapitelkirche, die heutige St.-Walburgis-Kirche. Die Stadt war schon im 11. Jahrhundert von Bedeutung (unter anderem Münzprägung); sie war eine Handelskonkurrentin von Deventer, das nur 15 Kilometer ijsselabwärts liegt. 1190 verlieh Graf Otto von Geldern und Zutphen der Stadt Zutphen das Stadtrecht. Zutphen war seit dem 13. Jahrhundert Mitglied der Hanse. Seine Kaufleute betrieben Handel mit England, Flandern, Dänemark, den Ostseestädten und dem Baltikum.
Zutphen war im Mittelalter eine Zeit lang die Hauptstadt der Grafschaft gleichen Namens. Vom 9. bis zum 11. Jahrhundert wurde sie als „Grafschaft am IJsselfluss“ (Iselgo, auch Islo) bezeichnet, im 12. Jahrhundert setzte sich der Name Grafschaft Zutphen durch. Diese Grafschaft wurde 1339 zu einem Teil des Herzogtums Geldern.
Ende des 14. bzw. Anfang des 15. Jahrhunderts bildete sich in Zutphen eine Vroedschap, ein Collegium der reichsten und angesehensten Bürger, das dem Landesherrn Vorschläge für die Ernennung der Bürgermeister und der Ratsherren („Schepenen“) der Stadt unterbreitete – ein frühes Beispiel, wenn auch noch nicht für eine städtische Selbstverwaltung, so doch für ein gewisses Maß an Mitbestimmung des durch Patrizier verkörperten Patriziates. Außer in Zutphen, Arnhem und Nijmegen findet sich ein so frühes Mitspracherecht ansonsten nur in wenigen anderen holländischen Städten.

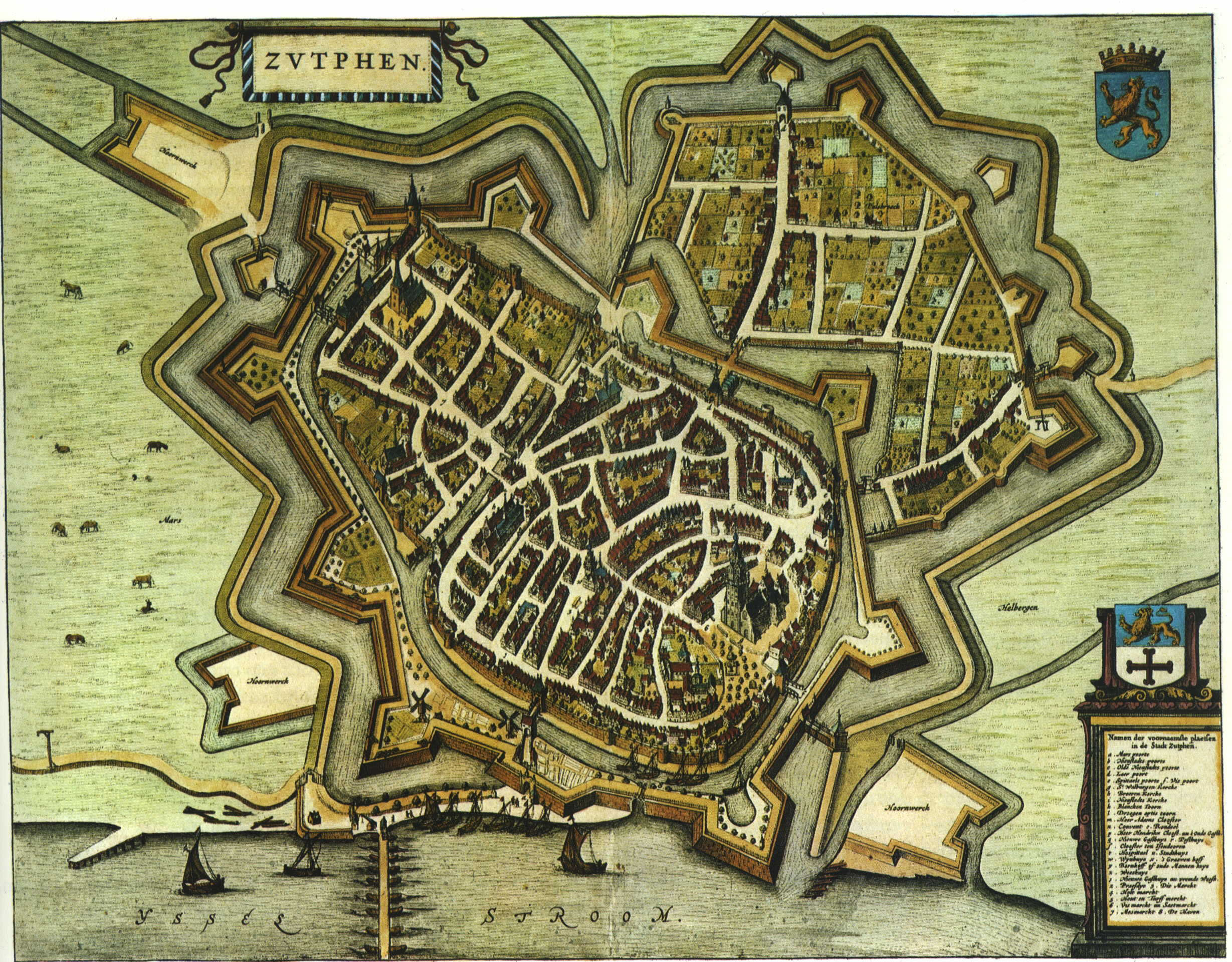
Historische Karte von Zutphen (1649)

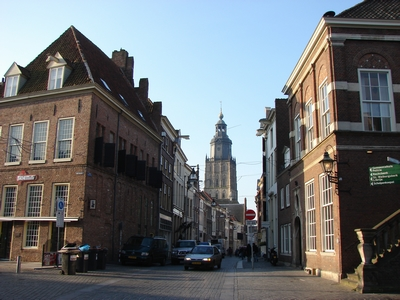
Zutphen

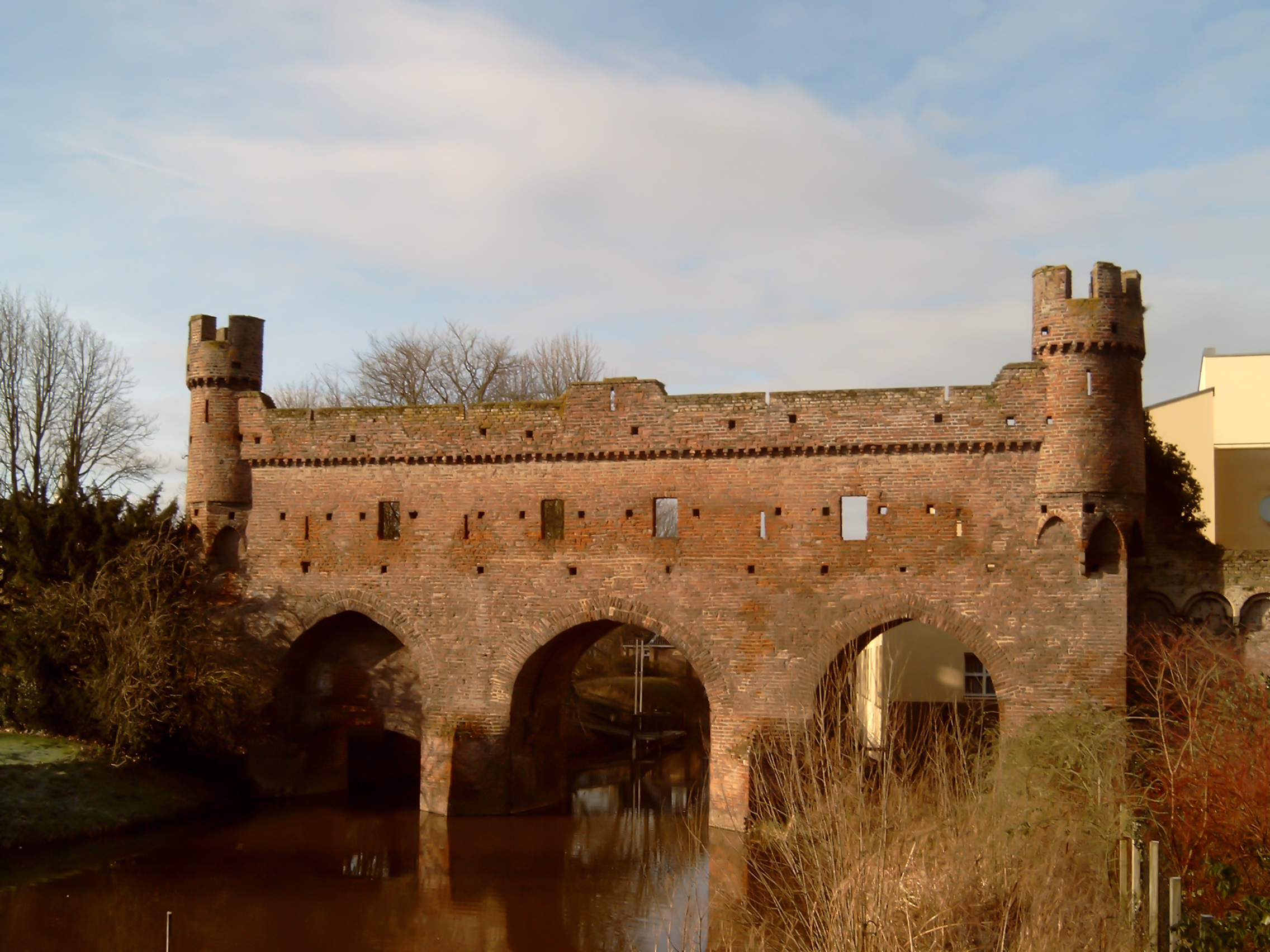
Berkelpoort

Der Achtzigjährige Krieg brachte Zutphen großes Elend. Am 10. Juni 1572 wurde die bis dahin noch überwiegend katholische Stadt von den Protestanten erobert, die sofort einen Bildersturm durchführten. Nur fünf Monate später, am 8. November, eroberten die Truppen des Herzogs von Alba sie wieder für die katholischen Spanier zurück. Dabei wurde ein Massaker angerichtet: Etwa 800 Männer in Zutphen wurden getötet. 1586 belagerten die Niederländer, unterstützt von englischen Hilfstruppen, die Stadt. Als sie versuchten, die Versorgung Zutphens zu unterbinden und einen Versorgungskonvoi angriffen, wurden sie am 22. September 1586 in der Schlacht bei Zutphen von den Truppen Alexander Farneses geschlagen. Dabei fiel auch der englische Dichter Philip Sidney. Im Folgejahr übergab ein britischer Offizier die von den Niederländern gehaltene Festung auf den linken IJsselufer („Grote Schans voor Zutphen“) ohne Not den Spaniern („Verrat der Zutphener Schanze“). Erst 1591 konnte Moritz von Oranien Zutphen für die Niederlande zurückerobern. Seither ist Zutphen eine Provinzstadt, das Tor zur niederländischen Grenzregion Achterhoek. Im Holländischen Krieg wurde Zutphen 1672 von französischen Truppen erobert und bis 1674 besetzt.
Ab 1810 war Zutphen – wie die gesamten Niederlande – von Frankreich besetzt. Im Zuge der Befreiungskriege schlossen preußische Truppen unter dem Kommando von Adolf Friedrich von Oppen die Franzosen in Zutphen ein, die am 24. November 1813 kapitulierten; Zutphen war wieder frei.
In der zweiten Hälfte des 19. Jahrhunderts setzte in Zutphen die Industrialisierung ein, nachdem 1865 die Eisenbahnverbindung mit Arnheim („Staatslijn A“) und 1876 die Strecke nach Amsterdam („Oosterspoorweg“) fertiggestellt worden waren.
Die IJsselbrücken waren 1940 und 1945 Schauplatz heftiger Kämpfe im Zweiten Weltkrieg. Bei einem alliierten Luftangriff am 14. Oktober 1944, der ganze Stadtviertel traf, kamen mehr als 100 Bürger von Zutphen ums Leben. Am 2. April 1945 rückten kanadische Truppen, von Arnheim kommend, auf Zutphen vor. Sie wollten zur Küste durchstoßen und so die deutschen Truppen in den Niederlanden vom Deutschen Reich abschneiden. Als letzte Reserve wurden deutsche Fallschirmjäger in die Stadt geworfen, um den Durchbruch zu verhindern. Das gelang ihnen einige Tage lang, doch nach sechstägigen Kämpfen konnte die 3rd Canadian Infantry Division am 7. und 8. April Straße um Straße von Zutphen einnehmen (einen ersten Stadtteil, das Deventerwegkwartier, bereits am Abend des 6. April). Die schon von den Bomben schwer getroffene Stadt erlitt weitere Schäden.
In den letzten Jahren des 20. Jahrhunderts entstanden südlich des Stadtkerns ausgedehnte Neubauviertel. Im Rahmen der Gemeindereform am 1. Januar 2005 wurde die ehemalige Gemeinde Warnsveld (9.201 Einwohner, Stand 31. Dezember 2004) Teil der Gemeinde Zutphen.
Entwicklung der Einwohnerzahl
(jeweils 1. Januar)
| - 0900 – 00.500 - 1150 – 01.000 - 1200 – 01.500 - 1300 – 06.000 - 1450 – 04.500 - 1550 – 04.500 | - 1600 – 02.000 - 1650 – 07.000 - 1795 – 07.500 - 1830 – 10.000 - 1860 – 15.500 - 1900 – 17.500 | - 1940 – 20.500 - 1960 – 25.000 - 1970 – 27.000 - 1980 – 31.767 - 1990 – 30.996 - 2000 – 35.165 | - 2003 – 36.924 - 2005 – 46.192* - 2009 – 46.953 - 2013 – 47.240 - 2017 – 47.340 - 2021 – 48.099 |

* ab 2005 einschließlich Warnsveld

## Sehenswürdigkeiten
Die Innenstadt der Hansestadt Zutphen, deren Silhouette von vielen Türmen geprägt wird, besitzt viele historische Gebäude, darunter
- die mittelalterliche St.-Walburgis-Kirche: Die Sammlung der historischen Bücherei (Librije) dieser Kirche besteht aus angeketteten Büchern aus den Jahren 1450 bis 1600.
- Berkeltor: (um 1320) Eine Ruine des ‚Berkeltores‘ überspannt den gleichnamigen Fluss in einem Stadtpark.
- Drogenapsturm: (1444)
- Bourgonjeturm: (1457)
- Weinhausturm: (1618–1642)
- Dominikanerkirche: (1300), heute als Bibliothek genutzt
- Neustadtskirche: (1250–1530)
- Synagoge, erbaut 1879
- etwa 300 Wohnhäuser aus dem 15.–18. Jahrhundert
- Stedelijk Museum Zutphen: Das Stadtmuseum ‚Stedelijk Museum Zutphen‘ bietet häufig Wechselausstellungen

## Politik

### Sitzverteilung im Gemeinderat
Der Gemeinderat wird seit 1982 folgendermaßen gebildet:
| Partei                          | Sitze | Sitze | Sitze | Sitze | Sitze | Sitze | Sitze  | Sitze | Sitze | Sitze | Sitze |
| Partei                          | 1982  | 1986  | 1990  | 1994  | 1998  | 2002  | 2004 a | 2010  | 2014  | 2018  | 2022  |
| ------------------------------- | ----- | ----- | ----- | ----- | ----- | ----- | ------ | ----- | ----- | ----- | ----- |
| GroenLinks                      | –     | –     | 2     | 2     | 3     | 2     | 3      | 3     | 3     | 5     | 5     |
| Burgerbelang                    | –     | –     | –     | –     | –     | –     | –      | 2     | 5     | 4     | 4     |
| PvdA                            | 9     | 11    | 9     | 7     | 7     | 7     | 8      | 6     | 3     | 4     | 4     |
| D66                             | 1     | 1     | 2     | 4     | 1     | 2     | 2      | 3     | 4     | 3     | 3     |
| VVD                             | 5     | 4     | 3     | 3     | 4     | 4     | 4      | 4     | 3     | 3     | 3     |
| SP                              | –     | –     | –     | 1     | 2     | 2     | 3      | 2     | 5     | 4     | 3     |
| PvdD                            | –     | –     | –     | –     | –     | –     | –      | –     | –     | –     | 2     |
| Kies Bewust Lokaal b            | –     | –     | –     | –     | –     | –     | –      | –     | –     | 1     | 2     |
| Stadspartij Zutphen-Warnsveld c | –     | –     | 1     | 2     | 2     | 4     | 4      | 6     | 3     | 2     | 1     |
| CDA                             | 6     | 6     | 6     | 4     | 4     | 4     | 4      | 2     | 2     | 2     | 1     |
| ChristenUnie                    | –     | –     | –     | –     | –     | –     | 1      | 1     | 1     | 1     | 1     |
| PPR                             | 1     | 1     | –     | –     | –     | –     | –      | –     | –     | –     | –     |
| PSP                             | 1     | 1     | –     | –     | –     | –     | –      | –     | –     | –     | –     |
| Zutphens Perspectief            | –     | 0     | –     | –     | –     | –     | –      | –     | –     | –     | –     |
| CPN                             | 1     | 0     | –     | –     | –     | –     | –      | –     | –     | –     | –     |
| Gesamt                          | 23    | 23    | 23    | 23    | 23    | 25    | 29     | 29    | 29    | 29    | 29    |

Anmerkungen

### Kollegium von Bürgermeister und Beigeordneten
Die Beigeordneten des Kollegiums entstammen für den Zeitraum 2018–2022 den Koalitionsparteien GroenLinks, PvdA, SP und VVD. Sie stellen dem Kollegium jeweils einen Beigeordneten bereit. Diese wurden im Rahmen einer Ratssitzung am 28. Mai 2018 berufen. Folgende Personen gehören zum Kollegium und sind in folgenden Bereichen zuständig:
| Funktion         | Name               | Partei     | Ressort | Anmerkung                        |
| ---------------- | ------------------ | ---------- | --- | -------------------------------- |
| Bürgermeister    | Wimar Jaeger       | D66        | Aufgabenbereiche: verwaltungstechnische Koordination und Erneuerung, öffentliche Ordnung und Sicherheit (inklusive Asylbewerberheim), administrative Zusammenarbeit auf regionaler, provinzieller und nationaler Ebene, internationale Kontakte, Justizdienste (Kontakte/Unterbringung), Repräsentation und Kommunikation, Wahlen Projekte: Focustraject                                      | seit dem 17. April 2025 im Amt   |
| Beigeordnete     | Annelies de Jonge  | PvdA       | Aufgabenbereiche: Wirtschaft und Arbeitsmarkt (inklusive Tourismus), Bildung, Jugend, Einkaufspolitik, Informationstechnik, Umwelt/Verwaltung des öffentlichen Raumes Schwerpunkte: Investition in die Innenstadt, Zusammenarbeit möglich machen Projekte: Rivier in de Stad, Poort van Zuid                                                                                                  | —                                |
| Beigeordnete     | Harry Matser       | GroenLinks | Aufgabenbereiche: Energie und Klima (inklusive Müll), Mobilität, Bürgerpartizipation, Finanzen, Personal und Organisationsentwicklung Schwerpunkte: Zutphen energieneutral im Jahre 2030, starke Verwaltung durch Zusammenarbeit Projekte: Noorderhaven | —                                |
| Beigeordnete     | Mathijs ten Broeke | SP         | Aufgabenbereiche: Sozialhilfegesetz (inklusive Wohl), Wohnen, Kultur und Erbgut Schwerpunkte: Menschen-Pflege, Stärken des Wohnklimas | —                                |
| Beigeordnete     | Laura Werger       | VVD        | Aufgabenbereiche: Arbeit und Einkommen (inklusive Partizipation und Integration der Statusträger), Umweltgesetz und Stadtentwicklung, Erlaubnis-Erteilung und Vollstreckung, Sport, Grundprobleme, Immobilienverwaltung, Organisation und Facilitymanagement im Bereich Unterbringung Schwerpunkte: Zusammenarbeit möglich machen, Menschen-Pflege Projekte: Bezirk-Entwicklungsplan De Hoven | —                                |
| Gemeindesekretär | Boy Janssen        | —          | — | seit April 2012 Gemeindesekretär |

### Städtepartnerschaften
Partnergemeinden von Zutphen waren:
- Horstmar, Deutschland
- Satu Mare, Rumänien
- Shrewsbury, England
- Villa Sandino, Nicaragua

Im Jahr 2018 beschloss die Stadtverwaltung, alle Partnerschaften zu beenden.

## Wirtschaft und Infrastruktur
Zutphen besitzt ein größeres Industriegelände westlich der Stadt, am Fluss, mit einem kleinen Binnenhafen. Dort ist unter anderem das Druckerei- und Verlegergewerbe und die Metallindustrie von Bedeutung.
Zutphen ist ein überregionales Bildungs- und Justizzentrum (mit Gefängnis). Die Stadt hat auch ein Krankenhaus sowie eine große psychiatrische Klinik.
Im Ortsteil Warnsveld wurde am 23. August 1944 mit 38,6 °C die bis 2019 höchste, jemals in den Niederlanden gemessene Temperatur registriert.

## Verkehr

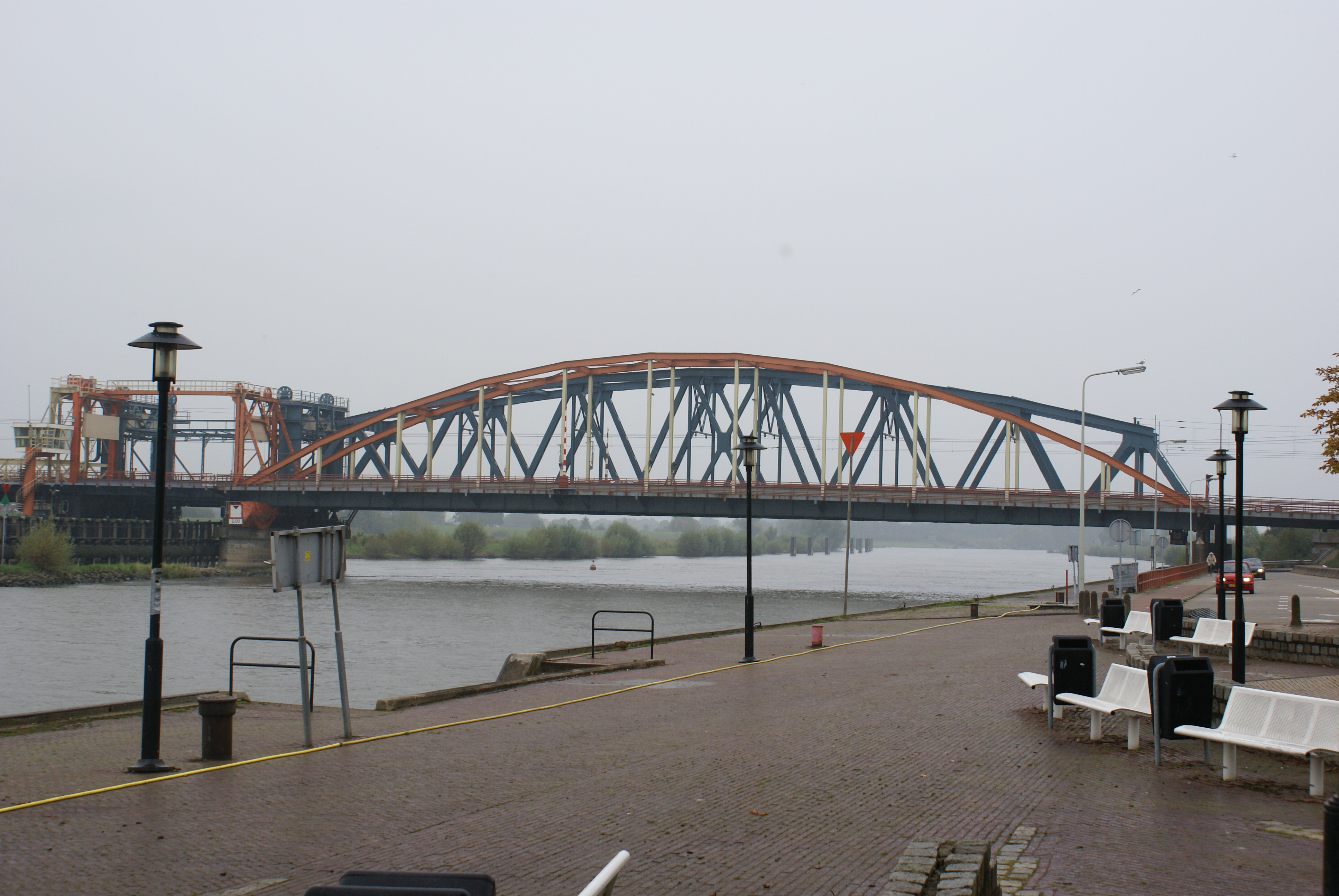
IJsselbrücke in Zutphen

Von 1902 bis 1954 bestand eine Schmalspur-Straßenbahn-Verbindung nach Emmerich
Der Bahnhof Zutphen liegt an der Intercity-Strecke Zwolle – Deventer – Arnheim – Nimwegen. Außerdem verkehren Lokalzüge nach Lochem, Hengelo, Winterswijk und Apeldoorn.
Zutphen verfügt über zwei Jachthäfen, den Gelrehaven und den Marshaven. Zudem gibt es den Houthaven für historische Schiffe. Für Wohnboote stehen ebenfalls eine Reihe von Liegeplätzen zur Verfügung.

## Persönlichkeiten
In Zutphen geboren
- Heinrich von Zütphen (1488–1524), Prior und Reformator
- Karl Bastard von Geldern (* 1507/08; † 1568), Hauptmann und Maréchal de camp
- George Konrad Crusius (1644–1676), Rechtswissenschaftler
- Karl von Hessen-Philippsthal (1757–1793), Obrist in der Hessen-kasselschen Armee
- Juliane von Hessen-Philippsthal (1761–1799), Prinzessin aus dem Haus Hessen, Regentin von Schaumburg-Lippe
- Hermann Arntzenius (1765–1842), Rechtsgelehrter
- Johannes Theodorus van Spengler (1790–1856), Offizier und Politiker
- Elisabeth Hendrina Bax (1831–1917), Stifterin
- Catharina van Rees (1831–1915), Dichterin, Schriftstellerin, Komponistin und Feministin
- Willem Jan Holsboer (1834–1898), Gründer der Rhätischen Bahn
- Dirk Gerard Ezerman (1848–1913), Maler
- Willem Henri Julius (1860–1925), Physiker
- Jan Brandts Buys (1868–1933), Komponist
- Sikko Popta Haak (1876–1937), Pädagoge und Historiker
- Mommie Schwarz (1876–1942), Maler
- Année Rinzes de Jong (1883–1970), Pfarrer und Anarchist
- Joseph Lefkowitz (1892–1983), britischer Schriftsteller und Übersetzer
- Henriette Polak-Schwarz (1893–1974), Unternehmerin und Mäzenin
- Joop Westerweel (1899–1944), Pazifist und Lehrer; Gründer der Gruppe Westerweel
- Alexander Fiévez (1902–1949), Offizier des Heeres und Politiker
- Dolf van der Scheer (1909–1966), Eisschnellläufer
- Robert van Gulik (1910–1967), Sinologe, Diplomat, Schriftsteller, Musiker und Zeichner
- Gerrit Kastein (1910–1943), niederländischer Neurologe, Kommunist und Widerstandskämpfer
- Mart Bax (* 1937), emeritierter Professor für politische Anthropologie
- Marlous Fluitsma (* 1946), Schauspielerin
- Frederik Christiaan Woudhuizen (1959–2021), Althistoriker, Etruskologe und Luwianist
- Paul de Krom (* 1963), Wirtschaftsmanager und Politiker
- Mitchell van der Gaag (* 1971), Fußballtrainer
- Mirte Roelvink (* 1985), Fußballspielerin der A-Nationalmannschaft
- Auke van de Kamp (* 1995), Volleyballspieler
- Mila Konink (* 2005), Volleyball- und Beachvolleyballspielerin

In Warnsveld geboren
- Ellen ten Damme (* 1967), Schauspielerin und Sängerin
- Filemon Wesselink (* 1979), Fernsehmoderator
- Jan Werle (* 1984), Schachmeister
- Thijs van Amerongen (* 1986), Cyclocross- und Straßenradrennfahrer

Mit Zutphen verbunden
- Die Gebrüder François und Pierre Hemony, lothringische Flüchtlinge, betrieben von 1640 bis 1657 eine bedeutende Glockengießerei in Zutphen.[18] Nach ihnen ist die Hemonystraat benannt.
- Maïté Duval, Bildhauerin, die lange in Zutphen lebte und von der zahlreiche Skulpturen im Stadtgebiet stammen

## Namensverwendung
Ein Marskrater mit einem Durchmesser von 38 km wurde nach Zutphen benannt.